# Bahnstrecke Kłodzko–Kudowa Zdrój
| Streckennummer: | 309                  |                                                             |                                                             |
| Kursbuchstrecke (PKP): | 230                  |                                                             |                                                             |
| Streckenlänge: | 42,377 km            |                                                             |                                                             |
| Spurweite: | 1435 mm (Normalspur) |                                                             |                                                             |
| Streckenklasse: | B2                   |                                                             |                                                             |
| Streckengeschwindigkeit: | 120 km/h             |                                                             |                                                             |
| |                      |                                                             |                                                             |
| \| \| \| von Wrocław Główny \| \| \| \| 0,098 \| Kłodzko Nowe \| Kłodzko Nowe \| \| \| \| nach Międzylesie \| \| \| \| \| Nysa Kłodzka \| \| \| \| 0,80 \| Kłodzko Książek früher Pfaffenmühle \| Kłodzko Książek früher Pfaffenmühle \| \| \| 2,885 \| Kłodzko Zagórze früher Nieder Altwilmsdorf (ehem. Bf) \| Kłodzko Zagórze früher Nieder Altwilmsdorf (ehem. Bf) \| \| \| 5,739 \| Stary Wielisław früher Altwilmsdorf \| Stary Wielisław früher Altwilmsdorf \| \| \| 10,274 \| Polanica Zdrój früher Altheide Bad \| Polanica Zdrój früher Altheide Bad \| \| \| 15,977 \| Szczytna früher Rückers (ehem. Bf) \| Szczytna früher Rückers (ehem. Bf) \| \| \| 22,137 \| Duszniki Zdrój früher Bad Reinerz \| Duszniki Zdrój früher Bad Reinerz \| \| \| 26,172 \| Kuliński (Ratschenbergtunnel; 577 m) \| Kuliński (Ratschenbergtunnel; 577 m) \| \| \| 27,445 \| Kulin Kłodzki früher Keilendorf (ehem. Bf) \| Kulin Kłodzki früher Keilendorf (ehem. Bf) \| \| \| 34,730 \| Lewinski (Galgenbergtunnel; 80 m) \| Lewinski (Galgenbergtunnel; 80 m) \| \| \| \| Viadukt Lewin (120 m) \| \| \| \| 36,096 \| Lewin Kłodzki früher Lewin; ab 1937: Hummelstadt (ehem. Bf) \| Lewin Kłodzki früher Lewin; ab 1937: Hummelstadt (ehem. Bf) \| \| \| 39,967 \| Kudowa Zdrój früher Bad Kudowa-Sackisch \| Kudowa Zdrój früher Bad Kudowa-Sackisch \| \| \| 42,377 \| Kudowa Słone früher Schlaney, ab 1937: Schnellau \| Kudowa Słone früher Schlaney, ab 1937: Schnellau \| \| \| \| \| \| \| \| \| \| \| \| \| \| Staatsgrenze Polen–Tschechien \| \| \| \| \| Metuje \| \| \| \| \| von Meziměstí \| \| \| \| ~47,6 \| Náchod \| Náchod \| \| \| \| nach Choceň \| \| \| \| \| \| \| \| Quellen: [1][2][3] \| \| \| \| |                      |                                                             |                                                             |
| Strecke |                      | von Wrocław Główny                                          | von Wrocław Główny                                          |
| Blockstelle | 0,098                | Kłodzko Nowe                                                | Kłodzko Nowe                                                |
| Abzweig geradeaus und nach links |                      | nach Międzylesie                                            | nach Międzylesie                                            |
| Brücke über Wasserlauf |                      | Nysa Kłodzka                                                | Nysa Kłodzka                                                |
| Haltepunkt / Haltestelle | 0,80                 | Kłodzko Książek früher Pfaffenmühle                         | Kłodzko Książek früher Pfaffenmühle                         |
| Haltepunkt / Haltestelle | 2,885                | Kłodzko Zagórze früher Nieder Altwilmsdorf (ehem. Bf)       | Kłodzko Zagórze früher Nieder Altwilmsdorf (ehem. Bf)       |
| Haltepunkt / Haltestelle | 5,739                | Stary Wielisław früher Altwilmsdorf                         | Stary Wielisław früher Altwilmsdorf                         |
| Bahnhof | 10,274               | Polanica Zdrój früher Altheide Bad                          | Polanica Zdrój früher Altheide Bad                          |
| Haltepunkt / Haltestelle | 15,977               | Szczytna früher Rückers (ehem. Bf)                          | Szczytna früher Rückers (ehem. Bf)                          |
| Bahnhof | 22,137               | Duszniki Zdrój früher Bad Reinerz                           | Duszniki Zdrój früher Bad Reinerz                           |
| Tunnel | 26,172               | Kuliński (Ratschenbergtunnel; 577 m)                        | Kuliński (Ratschenbergtunnel; 577 m)                        |
| Haltepunkt / Haltestelle | 27,445               | Kulin Kłodzki früher Keilendorf (ehem. Bf)                  | Kulin Kłodzki früher Keilendorf (ehem. Bf)                  |
| Tunnel | 34,730               | Lewinski (Galgenbergtunnel; 80 m)                           | Lewinski (Galgenbergtunnel; 80 m)                           |
| Brücke |                      | Viadukt Lewin (120 m)                                       | Viadukt Lewin (120 m)                                       |
| Haltepunkt / Haltestelle | 36,096               | Lewin Kłodzki früher Lewin; ab 1937: Hummelstadt (ehem. Bf) | Lewin Kłodzki früher Lewin; ab 1937: Hummelstadt (ehem. Bf) |
| Kopfbahnhof Strecke ab hier außer Betrieb | 39,967               | Kudowa Zdrój früher Bad Kudowa-Sackisch                     | Kudowa Zdrój früher Bad Kudowa-Sackisch                     |
| Bahnhof (Strecke außer Betrieb) | 42,377               | Kudowa Słone früher Schlaney, ab 1937: Schnellau            | Kudowa Słone früher Schlaney, ab 1937: Schnellau            |
| Brücke (Strecke außer Betrieb) |                      |                                                             |                                                             |
| Brücke (Strecke außer Betrieb) |                      |                                                             |                                                             |
| Grenze (Strecke außer Betrieb) |                      | Staatsgrenze Polen–Tschechien                               | Staatsgrenze Polen–Tschechien                               |
| Brücke über Wasserlauf (Strecke außer Betrieb) |                      | Metuje                                                      | Metuje                                                      |
| Abzweig ehemals geradeaus und von rechts |                      | von Meziměstí                                               | von Meziměstí                                               |
| Bahnhof | ~47,6                | Náchod                                                      | Náchod                                                      |
| Strecke |                      | nach Choceň                                                 | nach Choceň                                                 |
| |                      |                                                             |                                                             |
| Quellen: |                      |                                                             |                                                             |

Die Bahnstrecke Kłodzko–Kudowa Zdrój ist eine Nebenbahn im heutigen Polen. Sie zweigt bei Kłodzko (Glatz) aus der Hauptbahn Wrocław–Międzylesie (Breslau–Mittelwalde) ab und führt südlich des Heuscheuergebirges über Duszniki Zdrój (Bad Reinerz) nach Kudowa Zdrój (Bad Kudowa). Die ursprünglich geplante Weiterführung ins tschechische Náchod bestand nur für kurze Zeit am Ende des Zweiten Weltkrieges.

## Geschichte
Der erste Abschnitt der Strecke von Glatz bis Rückers wurde bereits am 15. Dezember 1890 durch die Preußische Staatsbahn eröffnet. Erst nach der Jahrhundertwende wurde der Streckenbau nach den Kurorten im böhmischen Winkel fortgesetzt. Besondere Probleme bereitete der Streckenbau über die Wasserscheide zwischen der Reinerzer Weistritz und der Schnelle. Auf der Westseite des Passes war eine sehr gewundene Streckenführung mit zwei Tunneln und einem großen Viadukt bei Lewin nötig. Eröffnet wurde die Fortsetzungsstrecke am 1. Dezember 1902 bis Bad Reinerz und am 10. Juli 1905 bis Kudowa-Sackisch. Die Strecke Kudowa-Schlaney wurde am 15. Mai 1906 eröffnet.

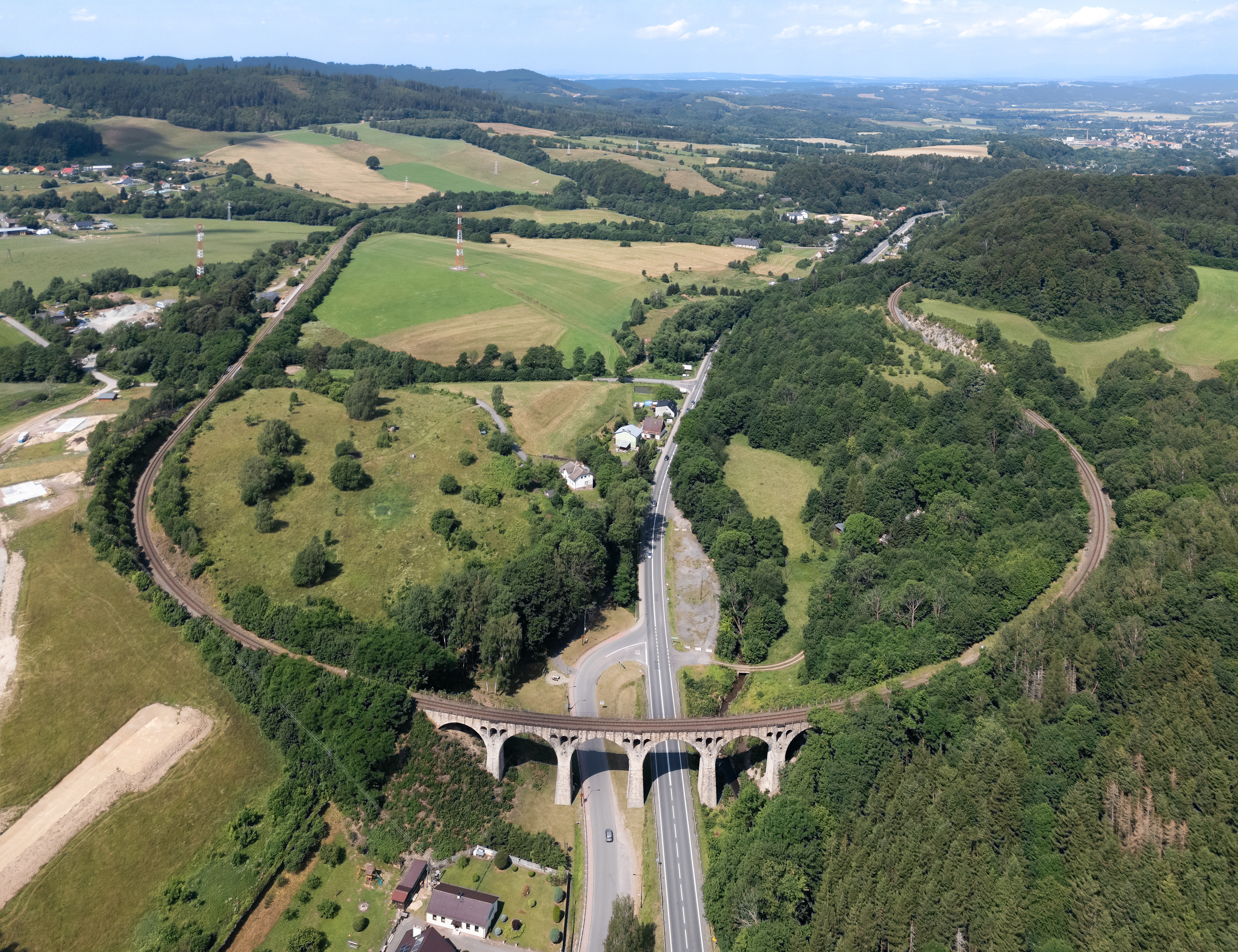
Viadukt Lewin

Geplant war ursprünglich auch die Fortführung bis ins böhmische Náchod. Die Strecke war darum direkt bis zur Staatsgrenze fertiggestellt worden. Auf böhmischer bzw. ab 1918 auf tschechoslowakischer Seite kam es jedoch nicht zu einem Baubeginn.
Ab März 1945 wurden aus militärischen Gründen provisorische Gleise sowie eine Brücke über die Mettau von der damaligen Protektoratsgrenze zu dem unweit entfernten Bahnhof Běloves errichtet. Mit dieser Bahnverbindung sollten Lufthansa-Zubehörteile, die durch Zwangsarbeiter im Nachoder Metallbauwerk (vormals Textilfirma Eduard Doctor) und in der ehemaligen Firma Katzau in Babi hergestellt wurden, an die Kriegsfront transportiert werden. Wegen des nahen Kriegsendes kam es dazu nicht mehr. Bis zum Kriegsende am 8. Mai 1945 verkehrten über diese Strecke vor allem Räumzüge vor der nahenden Front, um Kriegsgerät und Eisenbahnfahrzeuge nach Westen abzufahren. Im Sommer 1945 wurde die Strecke von der sowjetischen Besatzungsmacht an die Polnischen Staatsbahnen PKP übergeben. Die grenzüberschreitende Verbindung nach Náchod diente noch bis 1947 der Sowjetunion zum Abtransport von Reparationsgütern, danach wurde sie abgebaut.
Im September 2024 begann der polnische Infrastrukturbetreiber PKP PLK mit einer umfassenden Erneuerung der Strecke, die bis 2026 abgeschlossen sein soll. Die Fahrzeit der Reisezüge von Kłodzko bis Kudowa Zdrój soll dann zehn Minuten kürzer sein. Der erste Abschnitt von Kłodzko bis Duszniki-Zdrój wurde im Januar 2025 fertiggestellt. Realisiert wurde dort eine Streckengeschwindigkeit von 120 km/h. Zu Beginn der Arbeiten zerstörte das Hochwasser in Mitteleuropa im September 2024 etwa 500 Meter der Strecke. Dort musste die Strecke vollständig neu gebaut werden, was zu einigen Verzögerungen im Bauablauf führte.